# حباك فين
حباك فين (الاسم العلمي: Ploceus megarhynchus) نوع من الطيور الصغيرة من فصيلة الحباك، متوطن في الهند ونيبال.